# Капітан Рон
Капітан Рон — комедійний фільм 1992 року.

## Сюжет
Голова сімейства Мартін Гарві успадковує справжню яхту… напівтрухляве старе корито, на яке не те що піднятися — дивитися страшно. Але безжурний Мартін вирішує вирушити на ній у далеке плавання. Залишилося тільки знайти того, хто буде цілком несповна розуму, щоб прийняти командування над цим летючим голандцем..